# Bogna Jóźwiak
Bogna Jóźwiak (ur. 25 kwietnia 1983 w Poznaniu) – polska szablistka, brązowa medalistka mistrzostw świata, trzykrotna medalistka mistrzostw Europy, 5-krotna indywidualna mistrzyni Polski (2004, 2006, 2007, 2012, 2014) i 6-krotna drużynowa mistrzyni Polski (2006, 2008, 2010, 2011, 2012, 2016).
Rozpoczęła karierę w Warcie Poznań jako florecistka. W 2000 roku zmieniła broń na szablę i klub na AZS Poznań. 
Podczas mistrzostw świata w Petersburgu w 2007 roku wywalczyła brązowy medal w turnieju szabli indywidualnej. Wyprzedziły ją jedynie Rosjanka Jelena Nieczajewa i Chinka Tan Xue. Była też między innymi czwarta w rywalizacji drużynowej na mistrzostwach świata w Lipsku (2005), mistrzostwach świata w Turynie (2006) i mistrzostwach świata w Moskwie (2015).
Wystartowała na igrzyskach olimpijskich w Pekinie w 2008 roku, gdzie była szósta drużynowo i dziesiąta indywidualnie. Brała też udział w igrzyskach olimpijskich w Rio de Janeiro w 2016 roku, gdzie drużynowo ponownie była szósta, a indywidualnie zajęła 32. miejsce.
Zdobyła srebro drużynowo i brąz indywidualnie na mistrzostwach Europy w Izmirze (2006). Ponadto na mistrzostwach Europy w Kijowie (2008) zdobyła drużynowo złoty medal.
Jest żołnierzem Wojska Polskiego w stopniu starszego kaprala.